# 境目峠
境目峠（さかいめとうげ）は、徳島県三好市池田町佐野と愛媛県四国中央市川滝町境目の県境に位置する峠である。標高381m。

## 概要
国道192号の旧道峠である。峠からは瀬戸内海一円が見わたせる。県境には1917年（大正6年）に徳島県三好郡が建立した石碑があり、「従是東徳島縣三好郡」と彫ってある。
峠付近は、ヘアピンカーブの連続であり、冬季には積雪もあり交通の難所であったため、1970年（昭和45年）に境目トンネル工事に着手し、1972年（昭和47年）に開通、また、2000年（平成12年）には徳島自動車道に新境目トンネルが開通した。